# Атца
Атца — река в России, протекает по Ульяновской области. Впадает в Куйбышевское водохранилище, затон Криуши. До образования водохранилища впадала в Волгу в 1593 километрах от устья. Длина реки составляет 25 км, площадь водосборного бассейна — 310 км².
В 3,2 км от устья слева в Атцу впадает Тушёнка. По данным реестра Атца впадает в Тушёнку, а уже Тушёнка — в Волгу.
На реке стоит село Тушна.

Прежде в р. Атце было много форели, по теперь она почти перевелась
— П. Мартынов, 1903 год

## Данные водного реестра
По данным государственного водного реестра России относится к Нижневолжскому бассейновому округу, водохозяйственный участок реки — Куйбышевское водохранилище от посёлка городского типа Камское Устье до Куйбышевского гидроузла, без реки Большой Черемшан. Речной бассейн реки — Волга от верхнего Куйбышевского водохранилища до впадения в Каспий.
Код объекта в государственном водном реестре — 11010000512212100004663.